# Jerry Seinfeld (personagem)
Jerome "Jerry" Seinfeld é o principal protagonista da sitcom televisiva americana Seinfeld (1989–1998). É uma versão semi-fictícia do comediante Jerry Seinfeld, de quem recebeu o nome e por quem é interpretado.
A série gira em torno das desventuras de Jerry e seu melhor amigo, George Costanza, o vizinho Cosmo Kramer, e sua ex-namorada Elaine Benes. Geralmente Jerry é a voz da razão no meio das palhaçadas de seus amigos, e representa o ponto focal da relação dos quatro. Um eterno otimista, ele raramente passa por grandes problemas pessoais. É o único personagem do programa a manter a mesma carreira ao longo da trama (um comediante stand-up, como o Seinfeld real). É o mais observador dos personagens, comentando de maneira sarcástica os hábitos peculiares de seus amigos.
Boa parte da ação do programa se desenrola no apartamento de Jerry, localizado no número 129 da West 81st Street, no apartamento 5A, em Manhattan, Nova York. Seinfeld e seus amigos também frequentam o Monk's Cafe.
Jerry aparece em todos os 180 episódios de Seinfeld (incluindo diversos episódios duplos), o único personagem a fazê-lo.